# Henri Van Poucke
Henri Van Poucke (voluit Hendrik Jozef Van Poucke) (Sint-Michiels, 9 mei 1906 – Gent, 2 september 1991) was een Belgisch voetballer. Hij speelde in de jaren twintig en dertig als middenvelder bij Cercle Brugge. Daarnaast speelde hij ook tweemaal voor de Belgische nationale ploeg, waarvoor hij in 1930 debuteerde. In totaal speelde Van Poucke meer dan 300 competitiewedstrijden voor Cercle. Met die club pakte hij in 1926/27 de landstitel en de bekerwinst, en ook in 1929/30 werd hij met Cercle landskampioen.